# Tübingen
Tübingen (starší český název Tubinky) je univerzitní město v německé spolkové zemi Bádensko-Württembersko. Město leží na řece Neckar, 30 km jižně od Stuttgartu. Žije zde přibližně 94 tisíc stálých obyvatel a okolo 27 500 studentů. Počtem stálých obyvatel patří Tübingen mezi 15 největších měst v Bádensku-Württembersku. Je velkým okresním městem a sídlem zemského okresu Tübingen. Mezi lety 1945 a 1952 byl Tübingen hlavním městem spolkové země Württembersko-Hohenzollernsko.

## Historie
První písemná zmínka o obci Tübingen pochází z roku 1078, kdy byla známa pod jménem Twingia. V polovině 13. století získal Tübingen status města. Místní Univerzita Eberharda Karla vznikla na konci 15. století z popudu hraběte Eberharda z Barte. Patří tak mezi nejstarší univerzity v Německu.

## Centrum města
Historické centrum je tvořeno především středověkými hrázděnými domy a dvěma náměstími – Marktplatz s radnicí a Holzmarkt s kostelem Stiftskirche. Město poutá pozornost turistů svým malebným říčním nábřežím, na kterém si jeho obyvatelé ve středověku stavěli své domy, většinou přímo na městských hradbách. Zde stojí také známá Hölderlinova věž, ve které bydlel německý lyrik Friedrich Hölderlin. Dnes se ve věži nachází jeho muzeum.
Nad středem města se pak tyčí zámek Hohentübingen, který je poprvé zmiňován, stejně jako město, v roce 1078, a to jako castrum twingia. V současnosti zde sídlí část fakulty kulturních věd a archeologické muzeum s velkou expozicí sádrových odlitků antických soch.

## Okolí města
V okolí města se nachází mnoho historických památek, jako je cisterciácký klášter v Bebenhausenu, zámek Lichtenstein, Wurmlingenská kaple nebo vzdálenější hrad Hohenzollern. Severně od města se rozkládá přírodní rezervace Schönbuch.

## Městské části
- Bebenhausen (nejsevernější část)
- Bühl
- Derendingen (nejjižnější část)
- Hagelloch
- Hirschau
- Kilchberg
- Lustnau (největší část)
- Pfrondorf
- Unterjesingen
- Weilheim

## Partnerská města
- Aigle, Švýcarsko, 1973
- Aix-en-Provence, Francie, 1960
- Ann Arbor, USA, 1965
- Durham, Spojené království, 1969
- Monthey, Švýcarsko, 1959
- Perugia, Itálie, 1984
- Petrozavodsk, Rusko, 1987
- Villa El Salvador, Peru, 2006

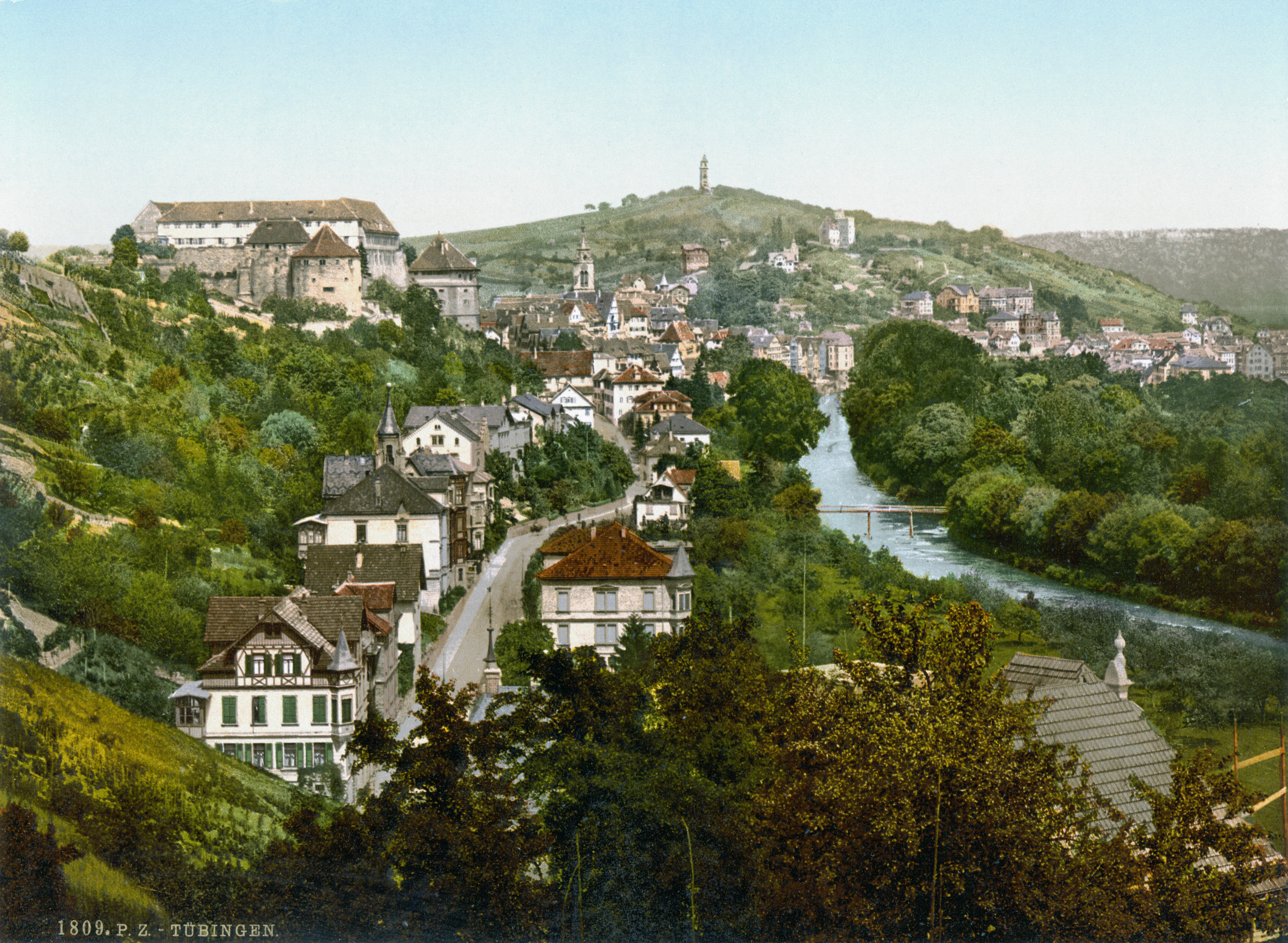
Město kolem roku 1900
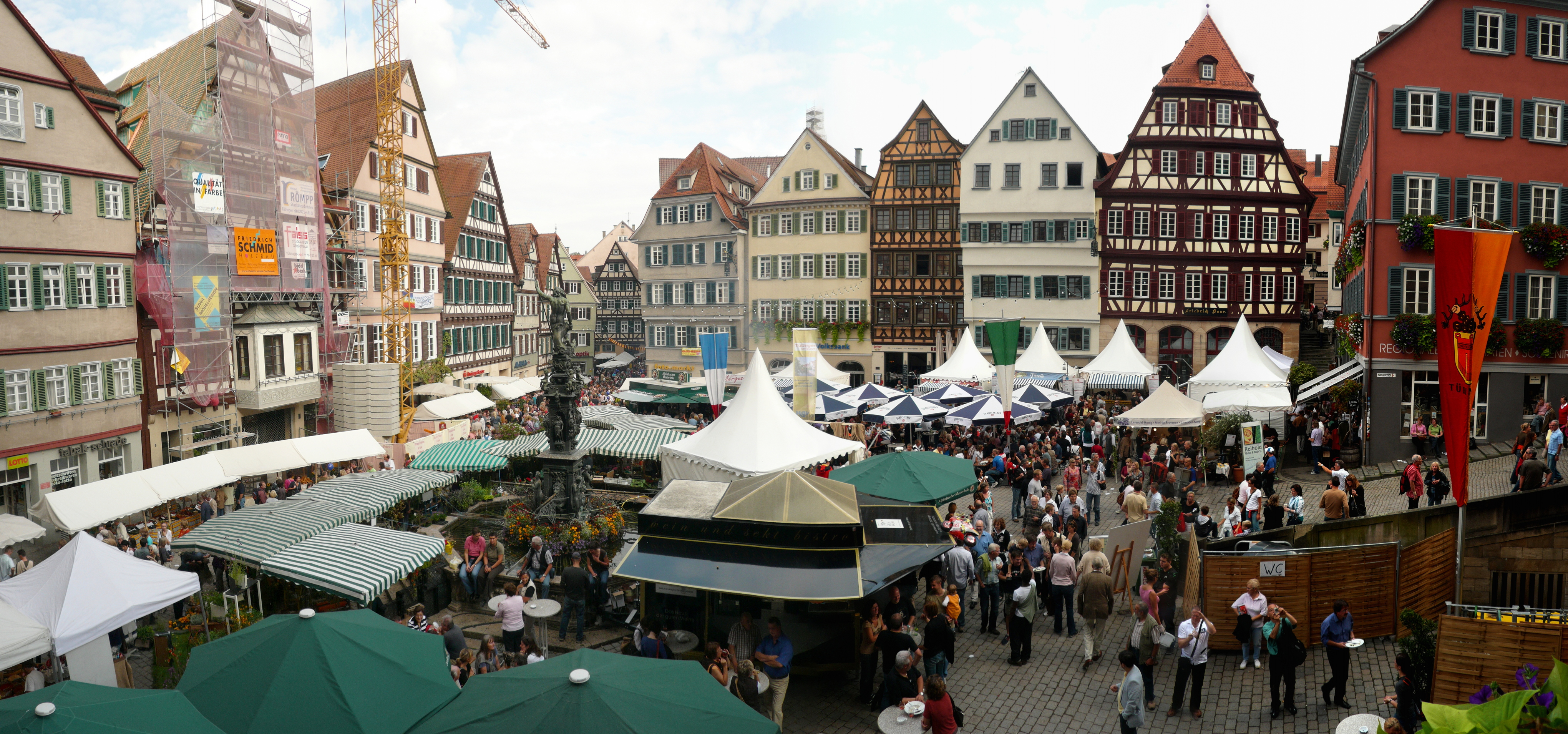
Náměstí Marktplatz
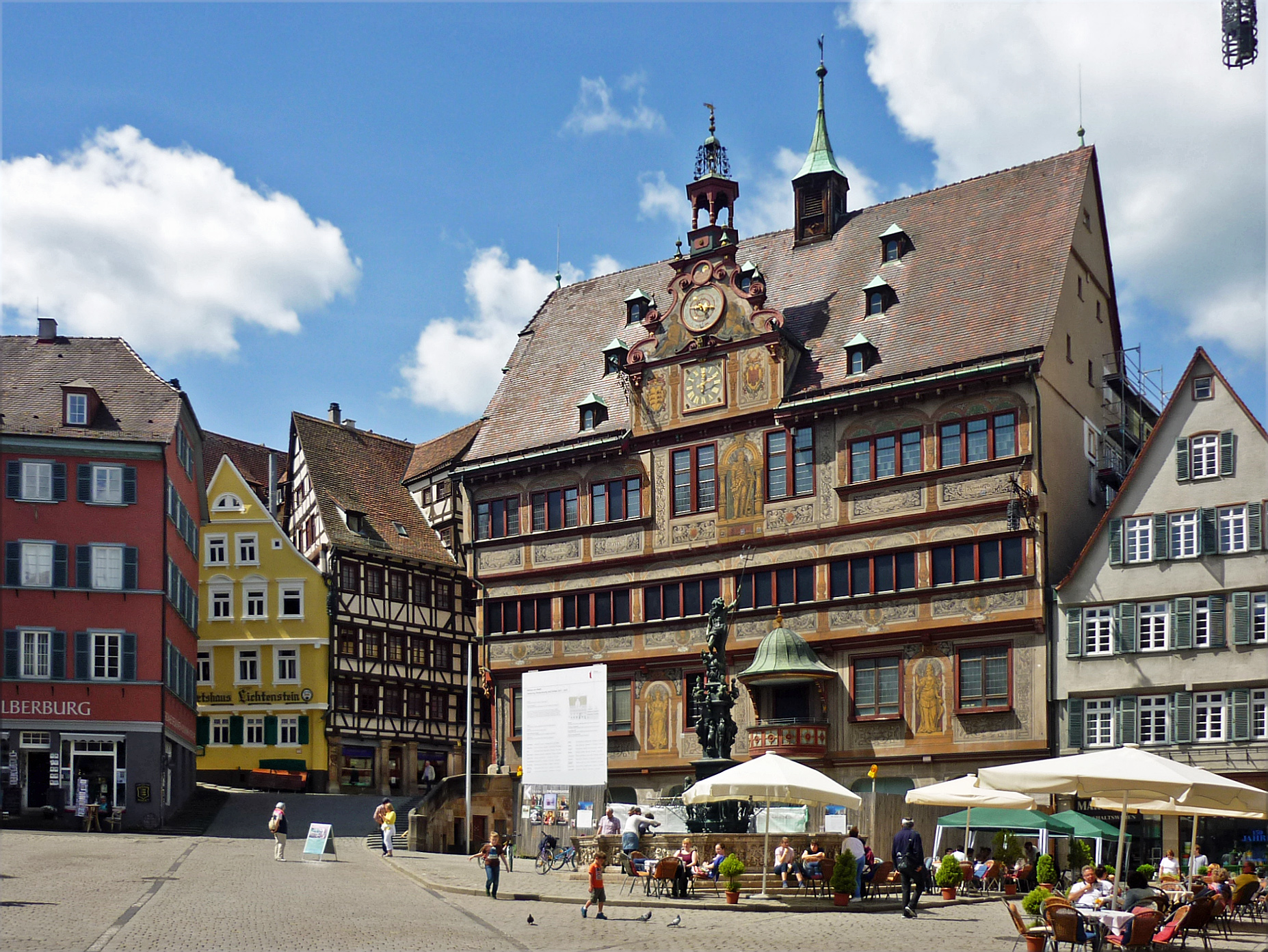
Radnice na náměstí Marktplatz